# Hans Koepf
Hans Koepf (* 28. Mai 1916 in Mülhausen, Elsass; † 1994) war ein deutscher Architektur- und Kunsthistoriker.

## Leben und Wirken
Hans Koepf verbrachte seine Jugend in Oberschwaben, wo sein Vater Schuldirektor war. Er besuchte das Humanistische Gymnasium in Ulm und studierte anschließend an der Technischen Hochschule Stuttgart Architektur, u. a. bei. bei Heinz Wetzel, Paul Bonatz und Paul  Schmitthenner. 1939 legte er die Diplom-Hauptprüfung ab. Er wurde 1942 an der Technischen Hochschule Stuttgart zum Dr.-Ing. promoviert und war dort als wissenschaftlicher Assistent tätig.
Von 1950/51 bis 1961 war er Dozent für Baugeschichte an der Staatsbauschule Stuttgart, ein Jahr lehrte er auch als Gastprofessor an der Technischen Universität Istanbul. Von 1961 bis zu seiner Emeritierung 1986 war er Ordinarius und Leiter des Instituts für Baukunst und Bauaufnahmen (später Institut für Baukunst, Denkmalpflege und Kunstgeschichte) an der Technischen Universität Wien. 1985 erhielt er die Ehrendoktorwürde der Mimar Sinan Universität in Istanbul.
Bekannt ist er besonders durch sein Bildwörterbuch der Architektur, das 1968 erstmals erschien.

## Schriften (Auswahl)
- Gestaltungsprinzipien der schwäbischen Spätgotik, hauptsächlich erläutert an Beispielen des württembergischen Baumeisters Aberlin Jörg. Dissertation, Technische Hochschule Stuttgart 1943 (DNB).
- Deutsche Baukunst. Von der Römerzeit bis zur Gegenwart. Deutscher Fachzeitschrift- und Fachbuch-Verlag, Stuttgart 1956.
- Baukunst in fünf Jahrtausenden. Kohlhammer, Stuttgart 1954.
  - 11. Auflage. Kohlhammer, Stuttgart 1997, ISBN 3-17-014907-5.
- Zauber der Archäologie. Schuler Verlagsgesellschaft, Stuttgart 1957.
- Die Baukunst der Spätgotik in Schwaben. Kohlhammer, Stuttgart 1958 (Sonderdruck aus: Zeitschrift für Württembergische Landesgeschichte Bd. 17, 1958, S. 1–144).
- Bildwörterbuch der Architektur (= Kröners Taschenausgabe. Bd. 194). Kröner, Stuttgart 1968.
  - seit der 3. Auflage 1999 zusammen mit Günther Binding; 5., durchgesehene und ergänzte Auflage. Kröner, Stuttgart 2016, ISBN 978-3-520-19405-3. – (Digitalisat der 4. Auflage von 2005)
- Die Heilbronner Kilianskirche und ihre Meister (= Veröffentlichungen des Archivs der Stadt Heilbronn. Bd. 6). Stadtarchiv, Heilbronn 1968.
- Die gotischen Planrisse der Wiener Sammlungen (= Studien zur österreichischen Kunstgeschichte. Bd. 4). Böhlau, Wien u. a. 1969.
- Stadtbaukunst in Österreich. Residenz-Verlag, Salzburg 1972, ISBN 3-7017-0040-0.
- Stadtbaukunst in Linz. Magistrat der Stadt Linz, Kulturamt, Linz 1975.
- Stadtbaukunst in Niederösterreich. Amt der Niederösterreichischen Landesregierung, Wien 1977.
- Die gotischen Planrisse der Ulmer Sammlungen (= Forschungen zur Geschichte der Stadt Ulm Bd. 18). Ulm 1977.
- Baudenkmale in Baden-Württemberg. Kohlhammer, Stuttgart 1980, ISBN 3-17-005278-0.
- Das Ulmer Rathaus. Hauptamt der Stadt Ulm, Ulm 1981.
- Ulmer Profanbauten. Ein Bildinventar (= Forschungen zur Geschichte der Stadt Ulm. Reihe Dokumentation, Bd. 4). Kohlhammer, Stuttgart 1982, ISBN 3-17-007078-9.